# Kingbeek
De Kingbeek is een bronbeek in de Nederlandse provincie Limburg die aan de Hogenberg bij Nattenhoven ontspringt aan de voet van de steilrand tussen het midden- en laagterras van de Maas. Het water vult een komvorming bekken, de Sjprènk, waarna de beek door een bronbos, t Brook, in noordelijke richting naar de bebouwde kom van Obbicht stroomt. Daarbij neemt ze onderweg het water van tal van kleinere sprengen op. In het bos heeft de beek het karakter van een snelstromende bergbeek om bij de bebouwde kom te veranderen in een traag stromende laaglandbeek.

## Betekenis
Van bron tot monding loopt de Kingbeek over een afstand van 7 kilometer vrijwel parallel aan de Maas. Van grote betekenis voor de accentuering van de beek in het landschap is de beekbegeleidende vegetatie, die merendeels bestaat uit knotwilgen en populieren. In landschappelijke zin is de beek van doorslaggevende betekenis voor het aanzien van de groene structuur.
Archeologische vondsten tonen aan dat het dal van de Kingbeek al vanaf de prehistorie bewoning kent. Op diverse plaatsen bepaalde de loop van de Kingbeek de grenzen tussen de voormalige gemeenten Grevenbicht, Obbicht en Papenhoven, Born en Roosteren. In het verleden heeft de beek het bewoningspatroon van de dorpen sterk beïnvloed.

## Flora en fauna
De Kingbeek wordt gevoed door een waterader met grondwater uit het middenterras van de Maas. Het bronwater stroomt vanuit een komvormig bekken door een essenbronbos richting Obbicht. In het bos watert een zevensprong via een verzameltak af op de hoofdstroom van de beek.
Het Kingbeekdal, in het bijzonder het bronnengebied, heeft door het bronwater een rijke flora en fauna. Naast de bosanemoon en de slanke sleutelbloem treft men hier zeldzame planten aan waaronder de zwartblauwe rapunzel en het paarbladig goudveil. Onder de vogelsoorten is het ijsvogeltje een zeer bijzondere gast. De Kingbeek kent een grote verscheidenheid aan waterorganismen die sterk afhankelijk zijn van heersende milieuomstandigheden zoals de stroomsnelheid, de waterkwaliteit, de watertemperatuur en de aard van de beekbodem en -oevers. Hierbij valt te denken aan vlokreeften, kokerjuffers, platwormen, slakken, waterpissebedden, kevers en wantsen.

## Gracht en molens
De grachten van Kasteel Obbicht worden gevoed door het water van de Kingbeek. Waar het grachtwater terugvloeit in de beek stond een papiermolen die dateerde uit 1699. Deze molen was het geboortehuis van de bekende schrijver Pieter Ecrevisse.
De enige nog bestaande van vier molens op de Kingbeek is de watermolen in Grevenbicht. Het is de oudst bekende, ze wordt al in 1548 vermeld. Op het einde van de 19e eeuw werd het schoepenrad vervangen door een waterturbine. Als hulpkrachtbron werd een stoommachine geplaatst, vandaar de schoorsteen in de zijgevel van het molengebouw.

## Kronkelwaard
In het buitengebied noordelijk van Papenhoven is de beek een meanderende waterloop die bij Koeweide door tal van verlaten Maasgeulen stroomt die tezamen een bijzonder kronkelwaardenlandschap vormen. Voordat de beek zuidelijk van Visserweert de Maas bereikt, stroomt zij door een dieper gelegen en deels verlande woelkom van de Maas, die de Kink wordt genoemd.